# باك سي ري
باك سي ري (من مواليد 28 من سبتمبر 1977م) هي لاعبة جولف محترفة من كوريا الجنوبية في جولة اتحاد الجولف للسيدات المحترفات (LPGA Tour). انضمت إلى قاعة مشاهير لاعبي الجولف (World Golf Hall of Fame) في نوفمبر 2007م.

## نظرة عامة على مشوارها الرياضي
احترفت باك في عام 1996م، بعد عام من انتقالها إلى الولايات المتحدة وهي في سن العشرين. وفي عام 1996م وعام 1997م، فازت باك بستة بطولات في دورة كوريا لاتحاد الجولف للسيدات المحترفات (LPGA of Korea Tour). ولقد انضمت باك بتفرغ لدورة اتحاد الجولف للسيدات المحترفات لعام 1998م، وتوجت موسمها الأول بانتصارات في بطولتين أساسيتين وهما: بطولة اتحاد الجولف للسيدات المحترفات ماكدونلدز (McDonald's LPGA Championship) وبطولة الولايات المتحدة المفتوحة للسيدات (U.S. Women's Open). وعندما كان عمرها لا يتجاوز العشرين عامًا، أصبحت باك أصغر الفائزات ببطولة الولايات المتحدة المفتوحة للسيدات على الإطلاق. وقد كتب موقع About.com ما مفاده «فازت باك بمباراة فاصلة من 20 حفرة لتحقيق هذا النصر، مما يجعل هذا المسابقة ــ على 92 حفرة طولاً ــ أطول مسابقة على الإطلاق في تاريخ مسابقات الجولف للنساء المحترفات.» وبعد انتصار بطولة الولايات المتحدة المفتوحة للنساء بأربعة أيام، سجلت باك رقمًا قياسيًا من 61 آنذاك خلال الجولة الثانية من بطولة جيمي فار كروجر كلاسيك. كما فازت بجائزة الرولكس روكي للعام لهذا الموسم.
ومنذ عام 1998م، خاضت باك الغمار للفوز بواحد وعشرين مباراة في الدورة، بما في ذلك ثلاث مباريات أساسية أخرى. وفي يونيو 2007م، في سن التاسعة والعشرين، تأهلت باك للانضمام إلى قاعة مشاهير لاعبي الجولف العالمية (World Golf Hall of Fame)، متجاوزة كاري ويب (Karrie Webb) كأصغر وافدة على قيد الحياة على الإطلاق. (ولقد تم قبل ذلك في عام 1975م اختيار توم موريس، جونيور (Tom Morris, Jr)، الذي توفي عام 1875م عن عمر يناهز 24 عامًا.
كما نافست باك أيضًا في مباريات للرجال المحترفين، في بطولة إس بي إس السوبر لعام 2003م في الدورة الكورية (Korean Tour). وتعتبر الدورة الكورية دورة مغذية للدورة الآسيوية (Asian Tour) ولا تقدم نقاط التصنيف العالمي (world ranking points). أتمت باك الحدث العاشر، وفقًا لقاعة مشاهير لاعبي الجولف العالمية «لتصبح أول امرأة تتأهل في بطولة الرجال المحترفين منذ أن فعلت بيب زاهارياز (Babe Zaharias) هذا الأمر في عام 1945م.»
وفي بطولة بطولة اتحاد الجولف للسيدات المحترفات ماكدونلد لعام 2005م (2005 McDonald's LPGA Championship)، أخفقت في التأهل لأول مرة في 29 مباراة أساسية. وفي مقابلة تم اقتباسها من موقع دورة الرابطة الأمريكية للاعبي الجولف المحترفين (PGA Tour)، ذكرت باك أنها كانت تبحث عن تحقيق التوازن بين لعبة الجولف وحياتها الشخصية: «لقد انتابني الحزن بعض الشيء بشأن كل شيء، رياضتي، رياضة كبيرة. وفي الحقيقة أنا لا أستمتع بها على الإطلاق، كما أنني لا أفعل أي شئ بقدرتي. أنا أعرف ما أريد، وهو تحقيق توازن أفضل. فأنا دائمًا ما أضع نفسي تحت ضغط». في النهاية، تبين أنها تعاني من جرح في الأصبع. في عام 2006م، أعادت باك اكتشاف أفضل ما فيها من خلال الفوز ببطولة اتحاد الجولف للسيدات المحترفات ماكدونلدز (McDonald) للمرة الثالثة لحيازة لقبها الخامس الأكبر على الإطلاق.
وفي 2007م، فازت ببطولة جيمي فار أوينز كلاسك (Jamie Farr Owens Corning Classic) للمرة الخامسة، مما جعلها رابع لاعبة في تاريخ اتحاد الجولف للسيدات المحترفات تفوز بنفس البطولة خمس مرات أو أكثر (حققت أنيكا سورينستام (Annika Sörenstam) هذا الإنجاز في بطولتين).
ولعل أكبر تكريم لمشوار حياتها الرياضي حتى الآن قد ورد في مقال لكاتب عالم الجولف إيرك أدلسون في 2008م، الذي قال عن باك «الرائدة التي غيرت وجه الجولف أكثر من تايغر وودز (Tiger Woods).» كانت باك أول لاعبة كورية، عندما اشتركت بجولف السيدات المحترفات في عام 1998م. بعد مرور عشر سنوات، كانت باك أحد الكوريين الخمسة وأربعين في الدورة، وكانت المصدر الأكبر الوحيد للإيرادات الذي لأجله تم بيع حقوق البث التلفزيوني لجولف السيدات المحترفات في كوريا الجنوبية.

## وصلات خارجية
- باك سي ري على موقع رابطة لاعبات الغولف المحترفات (الإنجليزية)

- Profile at about.com
- World Golf Hall of Fame profile